# Parthenicus incurvus
Parthenicus incurvus är en insektsart som beskrevs av Knight 1968. Parthenicus incurvus ingår i släktet Parthenicus och familjen ängsskinnbaggar. Inga underarter finns listade i Catalogue of Life.